# Obruchev (cràter)
Obruchev és un cràter d'impacte integrat a la costa sud de la Mare Ingenii, a la cara oculta de la Lluna. A menys de tres diàmetres del cràter al sud d'Obruchev es troba el cràter Chrétien, i aproximadament a la mateixa distància cap al sud-est apareix Oresme.

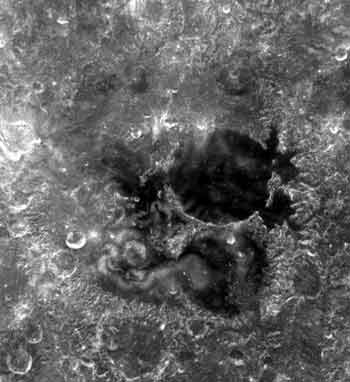
Mare Ingenii, amb Obruchev al sud (centre-inferior)
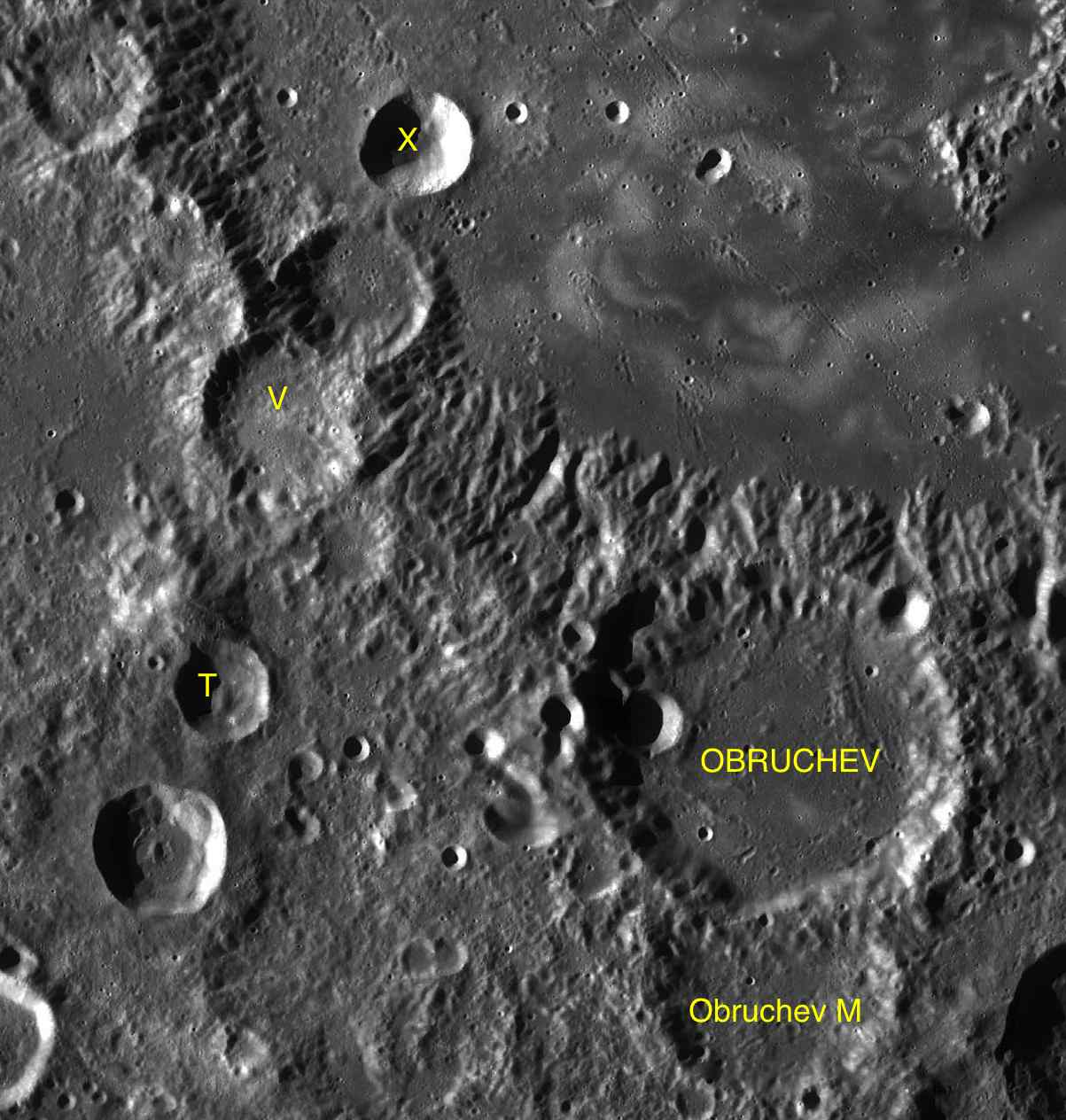
Cràters satèl·lit
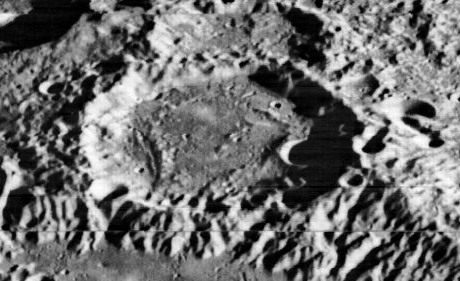
Vista obliqua del cràter Obruchev, orientat cap al sud

La vora exterior d'aquest cràter ha estat fortament danyada i ara forma un anell irregular i rugós al voltant del seu interior. Se superposa parcialment sobre el cràter satèl·lit Obruchev M al sud, amb un parell de cràters més petits en la vora occidental i la paret interior. L'interior de Obruchev té algunes zones desiguals, però és relativament pla i sense elevacions prop del centre.
Abans de ser anomenat formalment en 1970 per a la UAI, era conegut com Cràter 426.

## Cràters satèl·lit
Per convenció aquests elements són identificats en els mapes lunars posant la lletra en el costat del punt central del cràter que està més proper a Obruchev.
| Obruchev | Coordenades                            | Diàmetre |
| -------- | -------------------------------------- | -------- |
| M        | 40° 30′ S, 162° 12′ E / 40.5°S,162.2°E | 4 km     |
| T        | 38° 30′ S, 157° 42′ E / 38.5°S,157.7°E | 21 km    |
| V        | 36° 36′ S, 158° 18′ E / 36.6°S,158.3°E | 39 km    |
| X        | 34° 42′ S, 159° 30′ E / 34.7°S,159.5°E | 18 km    |